# Sura Kees
Sura Kees (ook: Montafoner Sauerkäse) is een zure melkkaas uit de regio Montafon, Vorarlberg (Oostenrijk).

## Geschiedenis
De productie van kaas heeft een lange traditie in Vorarlberg (zie Kaascultuur in Vorarlberg). Kaas werd voor het eerst gemaakt door de Kelten in het Alpengebied. De productie van zure melkkaas is al ongeveer 7.000 jaar bekend. De kennis van de productie van zure melkkaas werd door de Romeinen over heel Europa verspreid.
In de 17e eeuw werd in veel regio's zure melkkaas vervangen door stremselzuivel. Stremselkaas was gemakkelijker op te slaan en te vervoeren. Dit maakte bovenregionaal transport mogelijk naar de nieuw opkomende steden. In het Montafon dal bleef de kaasmakerij van zure melk behouden.
In de 20e eeuw, in de jaren zestig, begonnen melkveebedrijven in het Montafon te sterven. De kaasproductie was toen geconcentreerd in enkele zuivelfabrieken in de vallei. Door gebrek aan traditiebewustzijn, weinig regionale marketing en de goedkoep mogelijkheid om het vee met kuilvoer te voeren was er een gestage terugval in lokale kaasspecialiteiten, waaronder Sura Kees.
Pas begin 1990 werden historische waarden heroverwogen en nieuw leven ingeblazen. De Sura Kees werd steeds populairder bij de jongere generaties, boerderijwinkels ontstonden en de toeristenindustrie en gastronomie ontdekten de zure kaas als reclamemedium.
Het recept van de Sura Kees is een van de oudste in de Duitstalige regio.

## Productie
Maandelijkse Sura Kees is een kaas van zure melk die traditioneel wordt gemaakt van magere melk en een bijproduct is van de boterproductie.
De productie in de Alpen vindt alleen plaats in de zomermaanden (half juni tot half september) in de dalactiviteiten het hele jaar door of alleen in de winter.

## Kenmerken
Uiterlijk en smaak: Sura Kees wordt gemaakt in blokken van een halve kilo of broden van 2 kilo. De kaas heeft een gladde korst met een goudgele tot roodbruine vlek en een witte, romige binnenkant. De smaak is licht aromatisch, maar wordt met de jaren licht pikant tot licht zuur.
Sura Kees is een magere kaas. Daarom is het vetgehalte van slechts 1% (dalzure kaas) en tot 10% (alpenzure kaas) (vet in droge stof) zeer laag in vergelijking met andere kaassoorten. Bovendien heeft Sura Kees een lage cholesterolgehalte.